# Nocturnal Bloodlust
Nocturnal Bloodlust o NCBL es una banda japonesa de metalcore formada en septiembre de 2009 en Tokio. La banda está compuesta por el vocalista Hiro, el guitarrista/programador Cazqui, el guitarrista Daichi, el bajista Masa y el baterista Natsu.

## Historia

### Formación y giras  (2009–2012)
La banda se forma en 2009 y con esta originalidad y la presentación en vivo, no pasó mucho tiempo para que sea bien conocido en la escena musical japonesa. Desde su primer show en Shinjuku en octubre de 2009, la banda ha sido imparable tras una gira en Japón. A medida que adquieren su popularidad, la banda empezaba a tocar en prestigiosos festivales de Japón como el Gekirock, Bloodaxe. También han compartido escenario con Heaven Shall Burn, Destrage, Rise to Fall entre otros. En enero de 2011, su primer EP Voices of the Apocalypse - Sins", que fue lanzado en Japón. El EP fue distribuido en todo el mundo por parte de iTunes Store. "Voices of the Apocalypse se separa en 2 sencillos individuales, y cada uno solo tiene un significado diferente como el título de "Sins" y "Virtues". En febrero del 2012.

### Grimoire,OmegayThe Omnigod(2013–presente)
Nocturnal Bloodlust lanzan su primer miniálbum "Ivy" y firmado por Raiz Music. El 29 de mayo de 2013 fue lanzado "Grimoire" su primer álbum completo. El álbum era en edición limitada y, estaba agotado en la etapa de reserva de Tokio.La banda organizó un Tour por las siete ciudades más turísticas para fomentar su álbum de estudio (Tokio, Urawa, Niigata, Sendai, Osaka, Nagoya, Hamamatsu) y llevarlo a cabo, y celebraron una última gira en la ciudad de Shibuya. El 30 de octubre de ese mismo año, lanzan el segundo miniálbum "Omega".

## Miembros
| Miembros - Hiro – Voz - Natsu – Batería - Masa – Bajo - Yu-taro – Guitarra - Valtz – Guitarra | Exs Miembros - Junpei - Guitarra - Gaku - Batería - Daichi - Guitarra - Cazqui - Guitarra - Lin - Guitarra |

## Discografía
Álbumes de estudio
- 2012 – Ivy (Mini Álbum)
- 2013 – Grimoire  (Full Álbum)
- 2013 – Omega  (Mini Álbum)
- 2014 – The Omnigod  (Full Álbum)
- 2016 –  ZeTeS  (Mini Álbum)

Singles
- 2011 – Voices Of The Apocalypse - Sins
- 2011 – Voices Of The Apocalypse - Virtues
- 2012 – Bury Me
- 2012 – Last Relapse
- 2014 – Strike In Fact
- 2014 – Desperate
- 2014 – Libra
- 2015 – Providence